# Lagunes
Lagunes (fr.: District des Lagunes) – jeden z czternastu dystryktów Wybrzeża Kości Słoniowej, położony w południowej części kraju, nad Oceanem Atlantyckim. Stolicą dystryktu jest Dabou.

## Podział administracyjny
Dystrykt Lagunes dzieli się na 3 regiony:
- Agnéby-Tiassa (stolica w Agboville)
  - Departament Agboville
  - Departament Sikensi
  - Departament Tiassalé
  - Departament Taabo
- Region Grands-Ponts (stolica w Dabou)
  - Departament Dabou
  - Departament Grand-Lahou
  - Departament Jacqueville
- Region La Mé (stolica w Adzopé)
  - Departament Adzopé
  - Departament Akoupé
  - Departament Alépé
  - Departament Yakassé-Attobrou

Źródła.